# Dictya neffi
Dictya neffi är en tvåvingeart som beskrevs av Steyskal 1960. Dictya neffi ingår i släktet Dictya och familjen kärrflugor. Inga underarter finns listade i Catalogue of Life.